# Capoeta damascina
Capoeta damascina és una espècie de peix cipriniforme de la família dels ciprínids.

## Morfologia
Els mascles poden assolir els 50 cm de longitud total.

## Distribució geogràfica
Es troba al riu Jordà, a la regió de Mesopotàmia i al sud de Turquia.